# William Reginald Hall
William Reginald Hall (ur. 28 czerwca 1870 w Britford w hrabstwie Wiltshire, zm. 22 października 1943 w Londynie) – brytyjski admirał, kryptolog, szef wywiadu morskiego w latach 1914–1919, członek Parlamentu w latach 1919–1923.

## Życiorys
Był synem komandora Williama Henry'ego Halla, pierwszego szefa wywiadu Admiralicji. Służbę w Royal Navy rozpoczął w 1884 roku, w 1905 roku awansował do stopnia komandora (Captain). W 1913 roku objął dowództwo nowo zbudowanego krążownika liniowego "Queen Mary", który prowadził w bitwie koło Helgolandu 28 sierpnia 1914 roku.
W październiku 1914 roku został przeniesiony do służby lądowej, na stanowisku szefa wywiadu Admiralicji (ang. Director of Naval Inteligence, DNI). Współtworzył tajną komórkę dekryptażu, tzw. Room 40 (od numeru pokoju w gmachu Admiralicji), zajmującą się odszyfrowywaniem niemieckich depesz radiowych. Dzięki niej Royal Navy pozyskała ważne informacje, pozwalające jej podjąć odpowiednie działania między innymi podczas bitwy jutlandzkiej w 1916 roku. Praca kryptologów miała również znaczenie przy udaremnieniu przerzutu niemieckiej broni do Irlandii dla wsparcia powstania wielkanocnego. Jednak największym osiągnięciem organizacji wywiadu pod kierownictwem Williama Halla było rozszyfrowanie telegramu ministra spraw zagranicznych Niemiec, Arthura Zimmermanna do ambasadora w Meksyku, co przyspieszyło przystąpienie USA do wojny po stronie państw ententy.
W 1918 roku William Reginald Hall został awansowany do stopnia kontradmirała (Rear-Admiral), otrzymał również tytuł szlachecki. Rok później odszedł z czynnej służby w Royal Navy i rozpoczął karierę polityczną. Był członkiem Parlamentu z ramienia Partii Konserwatywnej w latach 1919–1923. Kolejne awanse (już w stanie spoczynku) otrzymał w 1922 (do stopnia wiceadmirała – Vice-Admiral) i w 1926 roku (do stopnia admirała – Admiral). W latach 20. i 30. wygłaszał również odczyty w Stanach Zjednoczonych. Po wybuchu II wojny światowej służył w Home Guard. Zmarł w Londynie 22 października 1943 roku.
Za swoje zasługi został odznaczony Orderem św. Michała i św. Jerzego, Orderem Łaźni oraz odznaczeniami zagranicznymi.